# Cerebratulus fasciatus
Cerebratulus fasciatus är en djurart som tillhör fylumet slemmaskar, och som beskrevs av William Stimpson 1857. Cerebratulus fasciatus ingår i släktet fläsknemertiner, och familjen Cerebratulidae. Inga underarter finns listade i Catalogue of Life.